# Oliver Zipse

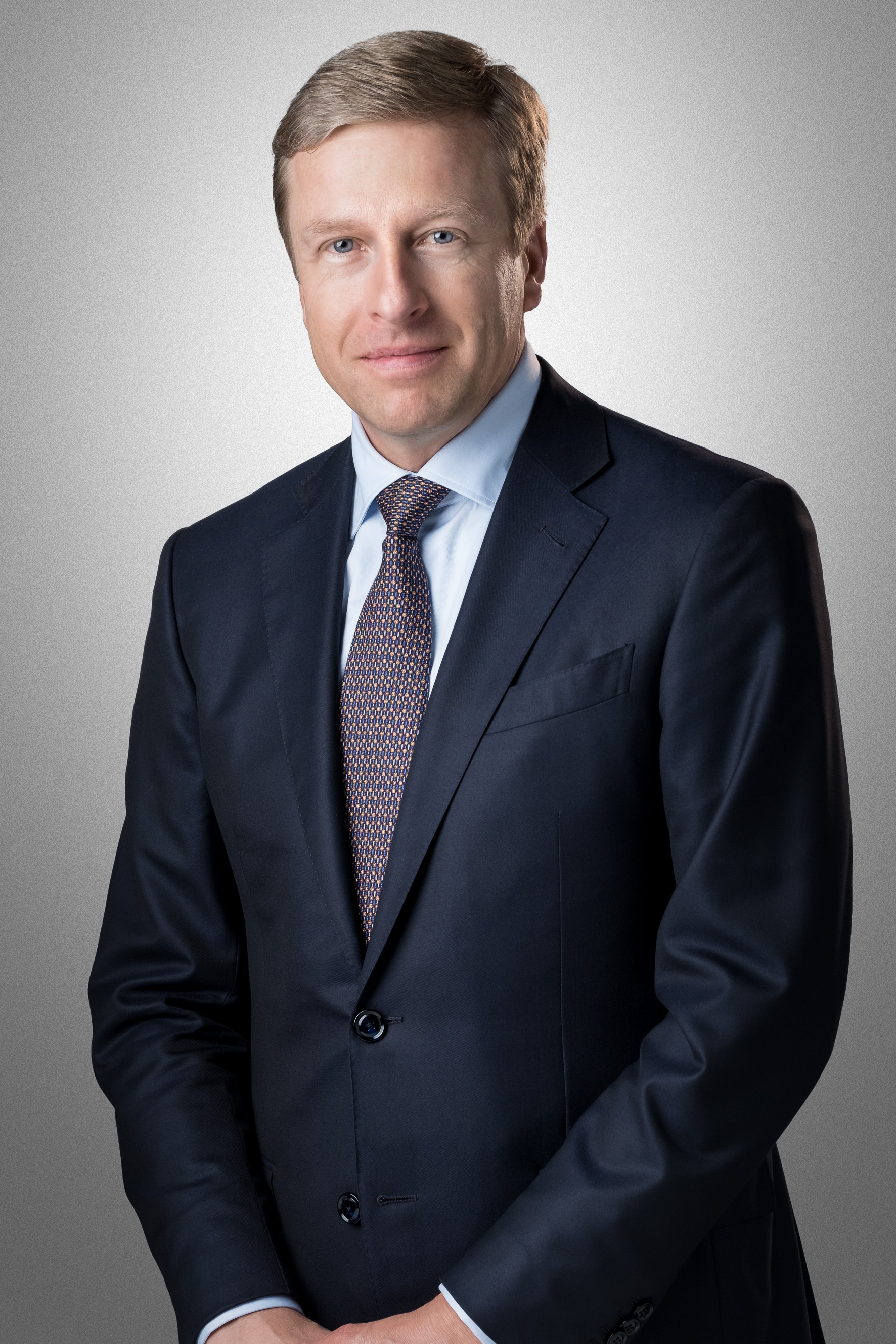
Oliver Zipse (2019)

Oliver Zipse (* 7. Februar 1964 in Heidelberg) ist ein deutscher Manager und Vorstandsvorsitzender der BMW AG. Dort war er zuvor für das Ressort Produktion verantwortlich.

## Leben
Während seiner Schulzeit lebte Zipse in Bensheim, u. a. auch im Bensheimer Stadtteil Schwanheim. Sein Abitur machte er 1983 am Alten Kurfürstlichen Gymnasium in Bensheim. Danach studierte er von 1983 bis 1985 an der University of Utah in Salt Lake City Informatik und Mathematik. 1985 setzte er sein Studium in Deutschland an der Technischen Hochschule Darmstadt im Studienfach „Allgemeiner Maschinenbau“ fort und schloss dieses Studium 1991 mit dem akademischen Grad Diplom-Ingenieur ab. Von 1997 bis 1999 absolvierte er seinen Executive MBA bei dem Kellogg-WHU Executive MBA Programm, welches ein gemeinsames Angebot der Kellogg School of Management in Evanston (Illinois) und der WHU – Otto Beisheim School of Management in Vallendar ist. Im September 2022 wurde Zipse zum Honorarprofessor der Technischen Universität München berufen.
Zipse verbrachte sein gesamtes bisheriges Berufsleben bei der BMW AG. Er trat 1991 als Trainee im Bereich Entwicklung, Technische Planung und Produktion ins Unternehmen ein. 1992 bis 1994 schloss sich eine Tätigkeit als Projektingenieur in der Technologieentwicklung an. Von 1994 bis 2006 bekleidete er verschiedene Führungsfunktionen in der Entwicklung, Produktion und Produktionsplanung in München und Südafrika. Von 2007 bis 2008 war er der Werksleiter im Mini-Werk Oxford. Von 2009 bis 2012 war er der Leiter der Technischen Planung, bevor er von 2012 bis Mai 2015 der Leiter der Konzernplanung und Produktionsstrategie wurde. Am 13. Mai 2015 wurde er in den Vorstand der BMW AG berufen und folgte damit als Produktionsvorstand dem damaligen Vorstandsvorsitzenden Harald Krüger nach. Am 16. August 2019 übernahm Zipse das Amt des Vorstandsvorsitzenden der BMW AG von Harald Krüger. Sein Vertrag läuft bis Sommer 2026. Am 8. März 2024 wurde er zum "Botschafter der Bergstraße" ernannt.

## Familie
Zipse ist mit der Japanerin Kaori Zipse verheiratet. Er hat zwei erwachsene Söhne. Zipse hat drei Geschwister. Sein Bruder Hendrik Zipse ist Chemiker und forscht und lehrt an der Ludwig-Maximilians-Universität München.